# George F. Carrier
George Francis Carrier (Millinocket, 4 de mayo de 1918-Boston, 8 de marzo de 2002) fue ingeniero, físico y educador estadounidense. Se desempeñó como profesor emérito de Matemáticas Aplicadas T. Jefferson Coolidge de la Universidad de Harvard. Se destacó particularmente por su capacidad para modelar intuitivamente un sistema físico y luego deducir una solución analítica. Trabajó especialmente en el modelado de mecánica de fluidos, combustión y tsunamis.

## Biografía
Nacido en Millinocket, Maine, obtuvo una maestría en ingeniería en 1939 y un doctorado en 1944 de la Universidad Cornell con una disertación en mecánica aplicada titulada Investigaciones en el campo de la elasticidad aeolotrópica y la flexión de la placa sectorial bajo la supervisión de J. Norman Goodier. Fue coautor de varios libros de texto de matemáticas y más de 100 artículos de revistas.
Fue elegido miembro de la Academia Estadounidense de Artes y Ciencias en 1953, la Academia Nacional de Ciencias de los Estados Unidos en 1967 y de la Sociedad Filosófica Estadounidense en 1976. En 1990 recibió la Medalla Nacional de Ciencias, el premio científico más alto de los Estados Unidos, otorgado por el presidente Bush, por sus contribuciones a las ciencias naturales.
Falleció el 8 de marzo de 2002 a causa del cáncer de esófago que padecía.

## Regla de Carrier
Es conocido por la "Regla de Carrier", una explicación humorística de por qué las series asintóticas divergentes a menudo producen buenas aproximaciones si se toman los primeros términos incluso cuando el parámetro de expansión es de orden uno, mientras que en el caso de una serie convergente muchos se necesitan términos para obtener una buena aproximación: "Las series divergentes convergen más rápido que las series convergentes porque no tienen que converger".

## Otras fuentes
- Abernathy, Frederick; Fendell, Francis (3 de junio de 2002), Obituaries: George Francis Carrier, SIAM News, consultado el 20 de enero de 2012.
- Abernathy, Frederick H.; Bryson, Arthur E. (2007), «George F. Carrier», Memorial Tributes: National Academy of Engineering 11, The National Academies Press, pp. 46-51, ISBN 978-0-309-10337-4.